# Karina Fernández
Karina Fernández Madrigal (ur. 22 czerwca 1978) – kostarykańska triathlonistka, uczestniczka letnich igrzysk olimpijskich, złota medalistka igrzysk Ameryki Środkowej.
Fernández podczas igrzysk Panamerykańskich 1999 w Winnipeg zajęła 18. miejsce w wyścigu indywidualnym. Była chorążą reprezentacji Kostaryki na Letnich Igrzyskach Olimpijskich 2000 w Atenach. Nie ukończyła olimpijskiego wyścigu indywidualnego. Podczas Igrzysk Ameryki Środkowej 2013 odbywających się w San José zdobyła złoty medal w sztafecie mieszanej, a w rywalizacji indywidualnej zajęła 7. miejsce.